# Психотерапия увлечениями
Психотерапия увлечениями (или хобби-терапия) (по Скроцкому) — это специально разработанный метод психотерапии для подростков с психопатией. Автор метода Ю.А. Скроцкий, сотрудник А.Е. Личко. Метод направлен на адаптацию поведения подростка путем подбора увлечений, к которым его специальным образом направляют (формирование интересов через позитивный образ будущего).
Метод базируется на нейропсихологии поведения (Д. Миллер, Ю. Галантер, К. Прибрам), где мысленные модели (образы) соединяются с программой действий (планами).

## Основные положения
Психотерапия проходит в виде специально тематически структурированных бесед об увлечениях подростка, страдающего психопатией (расстройством личности). Увлечения могут быть из прошлого, настоящего или будущего, предлагаются различные темы для обсуждения "полезных" хобби, поощряется постепенно нарастающая инициатива подростка. Важные темы: искусство, природа, метафизика. Итогом подобного рода бесед становится чёткий план реализации этих увлечений. Врач не организовывает "досуг" подростка, а подготавливает и направляет к «будущим возможным увлечениям», или даётся «направленная интерпретация его настоящих увлечений».
Беседы проходят в атмосфере "спокойной заинтересованности" и направлены на формирование желания совершенствоваться, тогда как прежнее поведение начинает вызывать чувство неудовлетворённости, что в наиболее удачных случаях может привести к стойкой компенсации подростка-психопата. Метод можно отнести к когнитивно-поведенческому направлению в психотерапии.

## Типы увлечений
Также в школе Личко была проведена попытка систематизации увлечений (хобби-реакции) подростков (Личко А. Е., 1973; Скроцкий Ю. А., 1973), которые были разделены на следующие типы:
- Интеллектуально-эстетические увлечения ("наиболее присущ шизоидным подросткам")
- Телесно-мануальные увлечения (часто у сенситивных юношей как реакция гиперкомпенсации)
- Лидерские увлечения (свойственно гипертимам)
- Накопительские увлечения (свойственно эпилептоидным подросткам)
- Эгоцентрические увлечения (свойственно подросткам с истероидными чертами характера)
- Азартные увлечения (часто эпилептоидные и гипертимные подростки)
- Информативно-коммуникативные увлечения (часто неустойчивые и конформные подростки)

В дальнейшем Скроцкий частично продолжил типологический (характерологический) подход в своем методе психотерапии увлечениями, который, как отмечается, имеет свои особенности в работе с шизоидными, истероидными, гипертимными психопатами.